# Rekenkamer van Brussel
De Rekenkamer van Brussel of Rekenkamer Brabant, opgericht op 1 juli 1404, was een onafhankelijk hof in de Zuidelijke Nederlanden. Het was actief onder de opeenvolgende dynastieën van de regio, de hertogen van Bourgondië, de Spaanse Habsburgers en de Oostenrijkse kroon, en breidde geleidelijk zijn rechtsgebied uit naar de gehele Zuidelijke Nederlanden. Het verdween met de Franse verovering in 1794 voordat het opnieuw werd gecreëerd onder het Verenigd Koninkrijk der Nederlanden. Het Rekenhof van België, opgericht in 1830, neemt zijn verantwoordelijkheden gedeeltelijk over.

## Geschiedenis

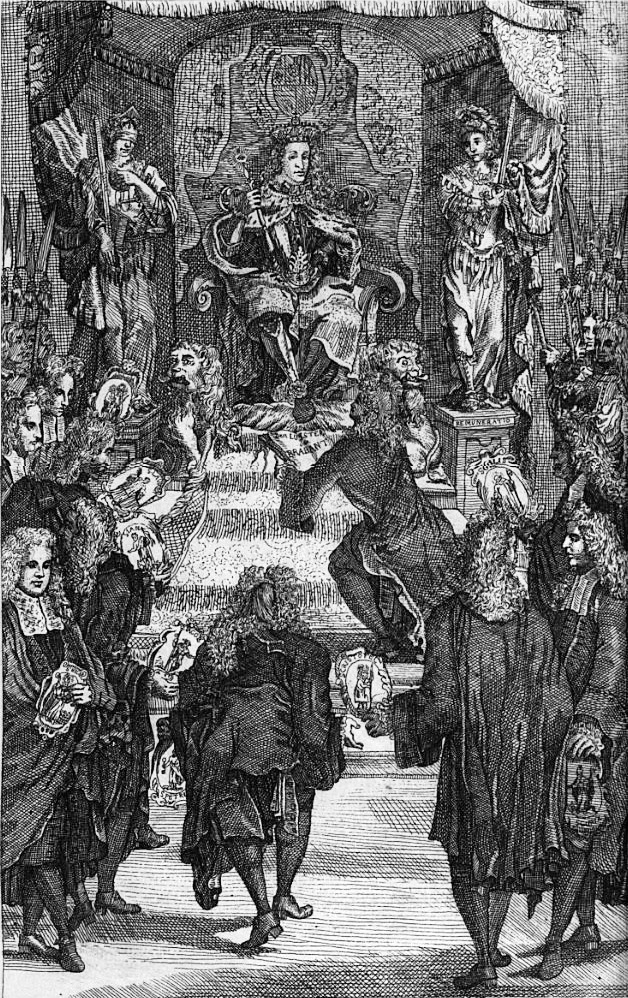
Luyster van Brabant, eerbetoon van de Brabantse magistraten aan de keizer omringd door de symbolen van gerechtigheid, gravure uit 1699 (?).

De Rekenkamer van Brussel werd opgericht op 1 juli 1404. Die dag benoemde Antoon van Bourgondië, toenmalig gouverneur, drie mensen tot auditeur: David Bousse, meester van de rekeningen in Lille, Etienne van der Nederalphen, voormalig curator van Brabant, en Guillaume de Gheetsem, ontvanger-generaal van Limburg en de gebieden over de Maas. De Rekenkamer werd, met die van Bourgondië, Rijsel en Algemene Rekenkamer, één van de vier rekenkamers van de Bourgondische Staten en vervolgens van de Habsburgse Nederlanden. De initiële opdracht van de meesters van de rekeningen was het verifiëren, corrigeren en afsluiten van de rekeningen van de hertogelijke schatkist, van alle staatsontvangers, van alle gerechtsambtenaren en ontvangers.
In 1460 verwierf Filips de Goede, hertog van Bourgondië en Brabant, grond gelegen tussen zijn paleis op de Coudenberg en de oude stadsmuren om de Rekenkamer te huisvesten die haar zittingen hield boven de paleispoort. In 1503 verwierf de Kamer een toren uit de oude behuizing, omgedoopt tot de Chartres-toren, om er haar archieven in onder te brengen.  Dit gebouw, dat een ruïne dreigde te worden, werd in 1761 afgebroken. In 1773, na de afschaffing van de jezuïetenorde, werd de Kamer verplaatst naar een vleugel van hun college en in 1784 naar een nieuw gebouw aan het Koningsplein.
In 1783 vertrouwde keizer Jozef II, soeverein van de Zuidelijke Nederlanden, de reorganisatie ervan toe aan de jonge jurist Dominique de Locher (ca. 1754-1814) door het ondergeschikt te maken aan de Oostenrijkse Rekenkamer (Hof-Rechen-Cammer) van Wenen, die de financiën van de Habsburgse monarchie controleerde, om de hervormingen van het Jozefinisme af te dwingen. 
De algemene instructies voor zijn nieuwe status werden op 4 november 1787 door de gouverneur-generaal afgekondigd. Tot de verantwoordelijkheden behoorde het in beslag nemen van eigendommen die in beslag zijn genomen van de jezuïeten en van eigendommen die waren onttrokken aan de contemplatieve ordes die door de keizer waren ontbonden. Het bestond uit 8 raadsheren en 16 auditors die vanuit de Kamer konden worden gedetacheerd voor specifieke missies; met secretarissen, griffiers en ander personeel varieerde het personeelsbestand afhankelijk van het jaar tussen 154 en 213 personen. Een tiental van hen, die met Locher meekwamen, waren Duitstalig en verantwoordelijk voor de coördinatie met de Weense administratie 
Maar de Brabantse Omwenteling dwong de verantwoordelijken voor het keizerlijke bestuur op 12 december 1789 Brussel te verlaten. De keizer richtte een Voorlopige Koninklijke Commissie op in Luxemburg, terwijl de meeste lagere werknemers (34 van de 58 ambtenaren en 75 van de 106 ondersteunende medewerkers) ervoor kozen om in Brussel te blijven onder het gezag van de Staten-Generaal. De herovering van Brussel door keizerlijke troepen op 2 december 1790 maakte het herstel van het Habsburgse bestuur mogelijk. Op 27 december 1790 werd een voorlopig comité van de Rekenkamer opgericht, onder voorzitterschap van Nicolas Joseph Sanchez de Aguilar. Het Oostenrijkse bestuur moest de provincie opnieuw evacueren na de Slag bij Fleurus (26 juni 1794), waardoor België onder het gezag van de Franse Republiek kwam te staan.
De Rekenkamer werd afgeschaft tijdens de Franse periode van de Belgische geschiedenis, van 1795 tot 1814. De overheidsfinanciën worden dan afhankelijk van de Franse Rekenkamer, opgericht in 1804.
Tijdens de periode van het Verenigd Koninkrijk der Nederlanden, waarin België en de voormalige Verenigde Provinciën van het Noorden samenkwamen, werd voor het hele koninkrijk een Rekenkamer opgericht bij decreten van 12 augustus en 30 november 1814, bevestigd door de grondwet (artikel 202) afgekondigd op 24 augustus 1815. Van 1815 tot 1819 werd het voorgezeten door E. C. de Jonghe bijgestaan door 4 raadsheren, 4 auditeurs en een secretaris. Het werd gereorganiseerd door de wet van 21 juni 1820 onder de naam van de Algemene Rekenkamer, samengesteld uit 16 leden, "zoveel mogelijk gekozen uit alle provincies", en een secretaris.
Na de Belgische Revolutie van 1830 werd de Rekenkamer vervangen door het Rekenhof van België, opgericht bij decreet van 30 december 1830.